# Jean-Baptiste Claude Henri Dupuy
Pour les articles homonymes, voir Dupuy.
Jean-Baptiste Claude Henri Dupuy est un homme politique français né le 18 août 1759 à Thiers (Puy-de-Dôme) et décédé le 16 mai 1824 à Versoix (Suisse).
Homme de loi, il est juge au tribunal de district de Montbrison. Il est député de Rhône-et-Loire en 1791, siégeant à gauche. Il est réélu à la Convention, votant la mort de Louis XVI. Atteint par la loi sur les régicides de 1816, il meurt en exil.

## Sources
1. ↑  « E.C. Versoix 10 », sur Archives d'État de Genève (consulté le 15 avril 2025).

- « Jean-Baptiste Claude Henri Dupuy », dans Adolphe Robert et Gaston Cougny, Dictionnaire des parlementaires français, Edgar Bourloton, 1889-1891 [détail de l’édition]